# Ahn Yu-jin (Tennisspielerin)
Ahn Yu-jin (koreanisch 안유진; * 13. März 1997) ist eine südkoreanische Tennisspielerin.

## Karriere
Ahn spielt bislang hauptsächlich Turniere der ITF Women’s World Tennis Tour, wo sie aber bisher noch keinen Titel gewinnen konnte.
Ihr Debüt auf der WTA Tour gab sie in der Qualifikation zu den KIA Korea Open 2014, wo sie Jelisaweta Kulitschkowa in der ersten Runde mit 2:6 und 3:6 unterlag. 2016 erhielt sie eine Wildcard für die Qualifikation zu den Korea Open Tennis, wo sie in der ersten Runde Park Sang-hee mit 6:4, 4:6 und 4:6 unterlag. 2019 erhielt sie abermals eine Wildcard für die Qualifikation zu den KEB Hana Bank Korea Open, wo sie aber wiederum nicht die erste Runde überstand und gegen Priscilla Hon mit 3:6 und 1:6 verlor.
Bei der Sommer-Universiade 2017 erreichte sie im Dameneinzel das Viertelfinale, wo sie Chang Kai-chen mit 4:6 und 1:6 unterlag.